# Cycloat
Cycloat ist eine chemische Verbindung aus der Gruppe der Thiocarbamate.

## Gewinnung und Darstellung
Cycloat kann durch Reaktion von N-Cyclohexyl-N-ethylcarbamoylchlorid mit Ethylmercaptan gewonnen werden.
Alternativ kann es durch die Reaktion von Phosgen mit Ethylmercaptan zu Ethylthiochlorformiat und dessen Reaktion mit N-Ethylcyclohexylamin hergestellt werden.

## Eigenschaften
Cycloat ist eine farblose ölige Flüssigkeit mit aromatischem Geruch. Sie ist stabil gegenüber Hydrolyse und Photolyse und wird nach einer Aufnahme bei Säugetieren hauptsächlich als N-Ethylcyclohexylamin als Abbauprodukt über den Urin ausgeschieden. Auch in Pflanzen entsteht diese Verbindung als Abbauprodukt.

## Verwendung

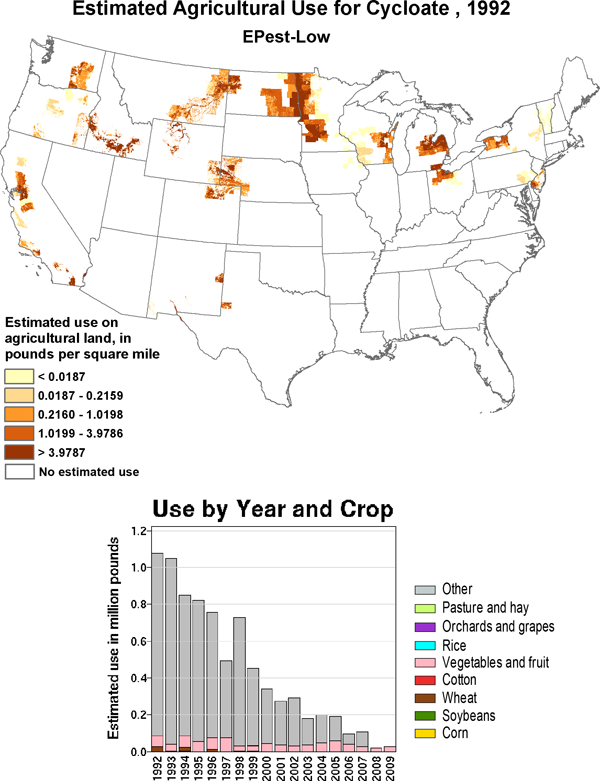
Geschätzte Ausbringungsmenge in den USA 1992

Cycloat wird als Herbizid zum Einsatz gegen Gräser und breitblättrige Unkräuter verwendet. Es wurde in den USA erstmals im Juli 1967 (für den Einsatz bei Zuckerrüben und Spinat) zugelassen. Es ist dort nicht für den privaten Einsatz zugelassen. Im Jahr 1999 wurden noch etwa 300 t in den USA eingesetzt, seitdem sank die jährlich eingesetzte Menge stark ab.

## Zulassung
Cycloat war in der BRD zwischen 1972 und 1994 zugelassen.
Es steht nicht auf der Liste der in der Europäischen Union zulässigen Wirkstoffe von Pflanzenschutzmitteln.
In Deutschland, Österreich und der Schweiz sind keine Pflanzenschutzmittel mit diesem Wirkstoff zugelassen.